# Васильев, Антон Александрович (актёр)
Анто́н Алекса́ндрович Васи́льев (род. 8 апреля 1984, Ленинград, РСФСР, СССР) — российский актёр театра и кино. Известен в первую очередь благодаря ролям в сериалах «Невский» (2016), «Звоните ДиКаприо!» (2018), «Хрустальный» (2021), «Слово пацана. Кровь на асфальте» (2023).

## Биография
Антон Васильев родился в 1984 году в Ленинграде, в семье инженера и учительницы. После школы он поступил в СПГАТИ на курс Вениамина Фильштинского (2001), по окончании вуза работал в Рижском русском театре имени М. А. Чехова, в нескольких театрах Санкт-Петербурга. В 2010 году переехал в Москву. Играл в Учебном театре «На Моховой», позже стал членом труппы театра «Седьмая студия».
Ещё в Петербурге Васильев начал сниматься в сериалах. Это были эпизодические роли в шоу «Улицы разбитых фонарей 4», «Тайны следствия», «Думай как женщина», «Одноклассницы» и др., роль первого плана в сериале «Невский», принёсшая актёру первую известность (2016). Критики высоко оценили работу Васильева в сериале Жоры Крыжовникова «Звоните ДиКаприо!» (2018). В 2021 году актёр привлёк внимание критиков ролью в сериале «Хрустальный», в 2023 году он снялся в ещё одном проекте Жоры Крыжовникова — сериале «Слово пацана. Кровь на асфальте».
Васильев женат на Алле (Алёне) Прокопович, работающей в издательском бизнесе. В этом браке родились две дочери — Полина и Ульяна.

## Театральные работы
Учебный театр «На Моховой»
- «Ромео и Джульетта» — Лоренцо
- «Ю» — Сева
- «Преступление и Наказание» — Разумихин
- «Ревизор» — Земляника, Анна Андреевна
- «Ханума» — Коте

Театр на Литейном
- «Антигона» — Гемон

Театр Мюзик-Холл
- «Бешеные псы» — Эдди

7-я студия
- «Отморозки» — Омоновец, КГБшник
- «Идиоты» — Павел
- «Мертвые души» — Собакевич
- «Мученик» — Физрук

МХТ им. А. П. Чехова
- «Зойкина квартира» — Газолин, Пеструхин, Мертвое тело
- «Жаворонок» — Отец Жанны, Латремуй

## Фильмография
| Год       |     | Название                            | Роль                                                     |
| --------- | --- | ----------------------------------- | -------------------------------------------------------- |
| 2005      | с   | Тронутые                            | Эд                                                       |
| 2006      | кор | Канитель                            | Дьякон Отлукавин                                         |
| 2008      | ф   | Стритрейсеры                        | Толстый Карла                                            |
| 2008      | с   | Гончие — 2                          | Олег Кутовой                                             |
| 2008      | ф   | Время земляники                     | Имя персонажа не указано                                 |
| 2008      | ф   | Эра Стрельца 2                      | Кира                                                     |
| 2008      | ф   | Не родись красивым                  | Савва Андреевич Ёлкин                                    |
| 2009      | ф   | Человек у окна                      | Имя персонажа не указано                                 |
| 2009      | с   | Версия                              | Заяц                                                     |
| 2010      | с   | Агент особого назначения            | Тритон                                                   |
| 2011      | с   | Беглец                              | Володя Евтушенко, помощник следователя                   |
| 2011      | с   | Лучшее лето нашей жизни             | Виталий Морозов                                          |
| 2011      | ф   | Родственник                         | Седой                                                    |
| 2011      | с   | «Алиби» на двоих                    | Юрик                                                     |
| 2011      | ф   | Майский дождь                       | Фёдор                                                    |
| 2012      | ф   | Новогодняя жена                     | Дима                                                     |
| 2013      | с   | Провинциал                          | Имя персонажа не указано                                 |
| 2013      | с   | Думай как женщина                   | Иван Миловидов                                           |
| 2013      | ф   | Одноклассницы                       | Паша                                                     |
| 2014      | с   | Седьмая руна                        | Фёдор                                                    |
| 2014      | ф   | Неваляшка 2                         | Имя персонажа не указано                                 |
| 2014      | с   | Чужой среди своих                   | Оса                                                      |
| 2014      | ф   | День дурака (фильм, 2014)           | Боровик                                                  |
| 2014      | с   | Бандит                              | Имя персонажа не указано                                 |
| 2015      | с   | Мамочки                             | Олег                                                     |
| 2015      | с   | Пуанты для плюшки                   | Миша                                                     |
| 2015      | с   | Невский                             | Павел Семёнов                                            |
| 2016      | ф   | Ученик                              | Олег Иванович Сельненко                                  |
| 2016      | с   | Дилетант                            | Алексей Чупрунов, бывший муж Киры                        |
| 2016      | с   | Райский уголок                      | Бобылев                                                  |
| 2017—2018 | с   | Невский. Проверка на прочность      | Павел Семёнов                                            |
| 2017      | с   | Свои                                | Дмитрий Родимин                                          |
| 2017      | с   | Отель Элеон                         | Чагин, капитан                                           |
| 2018      | ф   | Большая игра                        | Владимир Кулешов                                         |
| 2018      | ф   | Грецкий орешек                      | Мишаня Рыбин                                             |
| 2018      | с   | Живая мина                          | Владимир Фадеев                                          |
| 2018      | с   | Звоните ДиКаприо!                   | Василий Горшунов                                         |
| 2019      | с   | Невский. Чужой среди чужих          | Павел Семёнов                                            |
| 2019      | ф   | Вторжение                           | водитель машины                                          |
| 2019      | ф   | Конец невинности                    | Влад Лебедев                                             |
| 2019      | кор | Мама                                | Имя персонажа не указано                                 |
| 2019      | с   | Подкидыш                            | Максим Антонов                                           |
| 2019      | кор | Ульяна                              | Имя персонажа не указано                                 |
| 2020      | с   | Невский. Тень архитектора           | Павел Семёнов                                            |
| 2020      | с   | Волк                                | Борис Миргородский                                       |
| 2019      | ф   | Немцы                               | Пашутин                                                  |
| 2020      | с   | Ольга                               | Митяй, брат Пушкина                                      |
| 2020      | с   | Проект «Анна Николаевна»            | Свищёв                                                   |
| 2020      | ф   | Спутник                             | Ян Леонидович Ригель                                     |
| 2021      | с   | В раю мест нет                      | Павел                                                    |
| 2021      | с   | Мастер                              | Денис Сазонов                                            |
| 2021      | с   | Хрустальный                         | Сергей Смирнов                                           |
| 2022      | с   | Невский. Охота на архитектора       | Павел Семёнов                                            |
| 2022      | ф   | День слепого Валентина              | Валера                                                   |
| 2022      | с   | Капельник                           | Михаил Кузьмин                                           |
| 2023      | с   | Невский. Расплата за справедливость | Павел Семёнов                                            |
| 2023      | ф   | Искусство смерти                    | Имя персонажа не указано                                 |
| 2023      | с   | Лето в городе                       | Горобец                                                  |
| 2023      | с   | Не скажу                            | Имя персонажа не указано                                 |
| 2023      | ф   | Одним днём                          | Семён                                                    |
| 2023      | с   | Открытый брак                       | Сева                                                     |
| 2023      | ф   | Я богиня                            | Борис                                                    |
| 2023      | с   | Слово пацана. Кровь на асфальте     | Ильдар Юнусович                                          |
| 2024      | с   | Невский. Близкий враг               | Павел Семёнов                                            |
| 2024      | с   | Грабитель                           | Глебов                                                   |
| 2024      | с   | Подслушано в Рыбинске               | Константин Сергеевич Лукьянов, ведущий на местном канале |
| 2025      | с   | Невский-8                           | Павел Семёнов                                            |